# Emi Hasegawa
Emi Hasegawa est une skieuse alpine japonaise, née le 8 mai 1986.

## Biographie
Elle débute en Coupe du monde en novembre 2008. Elle marque ses premiers points dans cette compétition en janvier 2013 à l'occasion du slalom de Zagreb (23e). Ensuite lors des Championnats du monde de Schladming, elle arrive 19e du slalom géant.
Aux Championnats du monde 2015, elle est 18e du slalom.
En mars 2016, elle réalise son meilleur résultat international de sa carrière avec une 14e place au slalom de Coupe du monde disputé à Jasná.

## Palmarès

### Championnats du monde
| Épreuve / Édition | Garmisch-Partenkirchen 2011 | Schladming 2013 | Vail 2015 |
| Slalom géant      | 41e                         | 19e             | 28e       |
| Slalom            | Disqualifiée                | Abandon         | 18e       |

### Coupe du monde
- Meilleur classement général : 78e en 2016.
- Meilleur résultat : 14e.

### Différents classements en Coupe du monde
| Année/Classement | Année/Classement | Général | Général | Descente | Descente | Super G | Super G | Slalom géant | Slalom géant | Slalom | Slalom | Combiné | Combiné |
| ---------------- | ---------------- | ------- | ------- | -------- | -------- | ------- | ------- | ------------ | ------------ | ------ | ------ | ------- | ------- |
| Année/Classement | Année/Classement | Class.  | Points  | Class.   | Points   | Class.  | Points  | Class.       | Points       | Class. | Points | Class.  | Points  |
| 2013             | 2013             | 109e    | 8       | -        | -        | -       | -       | -            | -            | 50e    | 8      | -       | -       |
| 2014             | 2014             | 116e    | 4       | -        | -        | -       | -       | 50e          | 4            | -      | -      | -       | -       |
| 2015             | 2015             | 101e    | 14      | -        | -        | -       | -       | 41e          | 8            | 50e    | 6      | -       | -       |
| 2016             | 2016             | 78e     | 58      | -        | -        | -       | -       | 37e          | 24           | 35e    | 34     | -       | -       |
| 2017             | 2017             | 122e    | 5       | -        | -        | -       | -       | 50e          | 5            | -      | -      | -       | -       |
| 2018             | 2018             | 119e    | 7       | -        | -        | -       | -       | 45e          | 7            | -      | -      | -       | -       |

### Championnats du Japon
- Championne de super G en 2008.
- Championne de slalom géant en 2012, 2014 et 2017.
- Championne de slalom en 2012 et 2014.
- Championne de super combiné en 2014.